# Petrophile media
Petrophile media är en tvåhjärtbladig växtart som beskrevs av Robert Brown. Petrophile media ingår i släktet Petrophile och familjen Proteaceae. Inga underarter finns listade i Catalogue of Life.